# Kolonie Nový dům

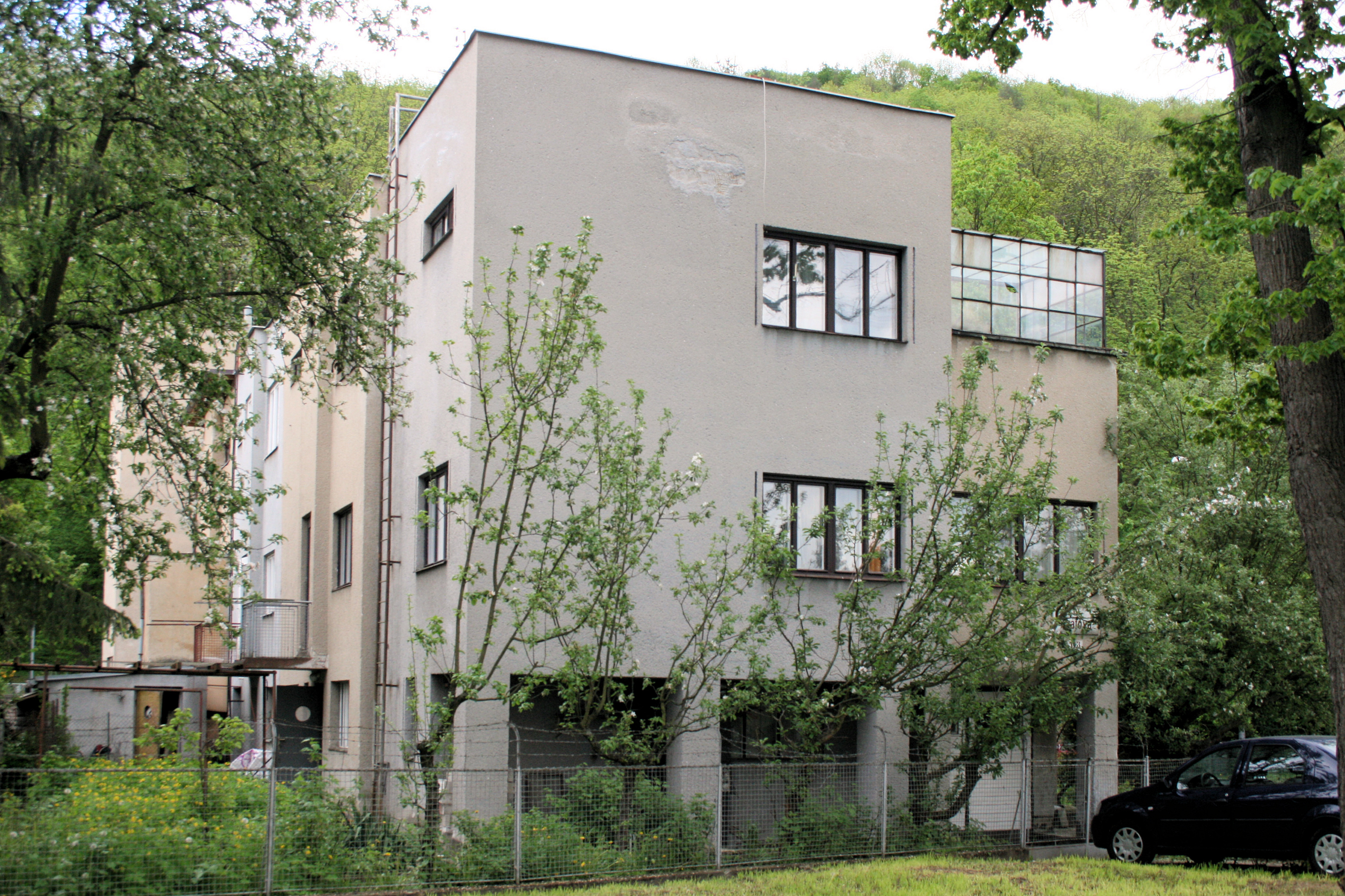
Trojdům Bohuslava Fuchse

Kolonie Nový dům je obytný komplex 16 funkcionalistických rodinných domů zbudovaných v roce 1928 jako projekt ukázkového moderního bydlení v rámci Výstavy soudobé kultury v Brně (na území dnešní městské části Brno-Žabovřesky).

## Vznik kolonie

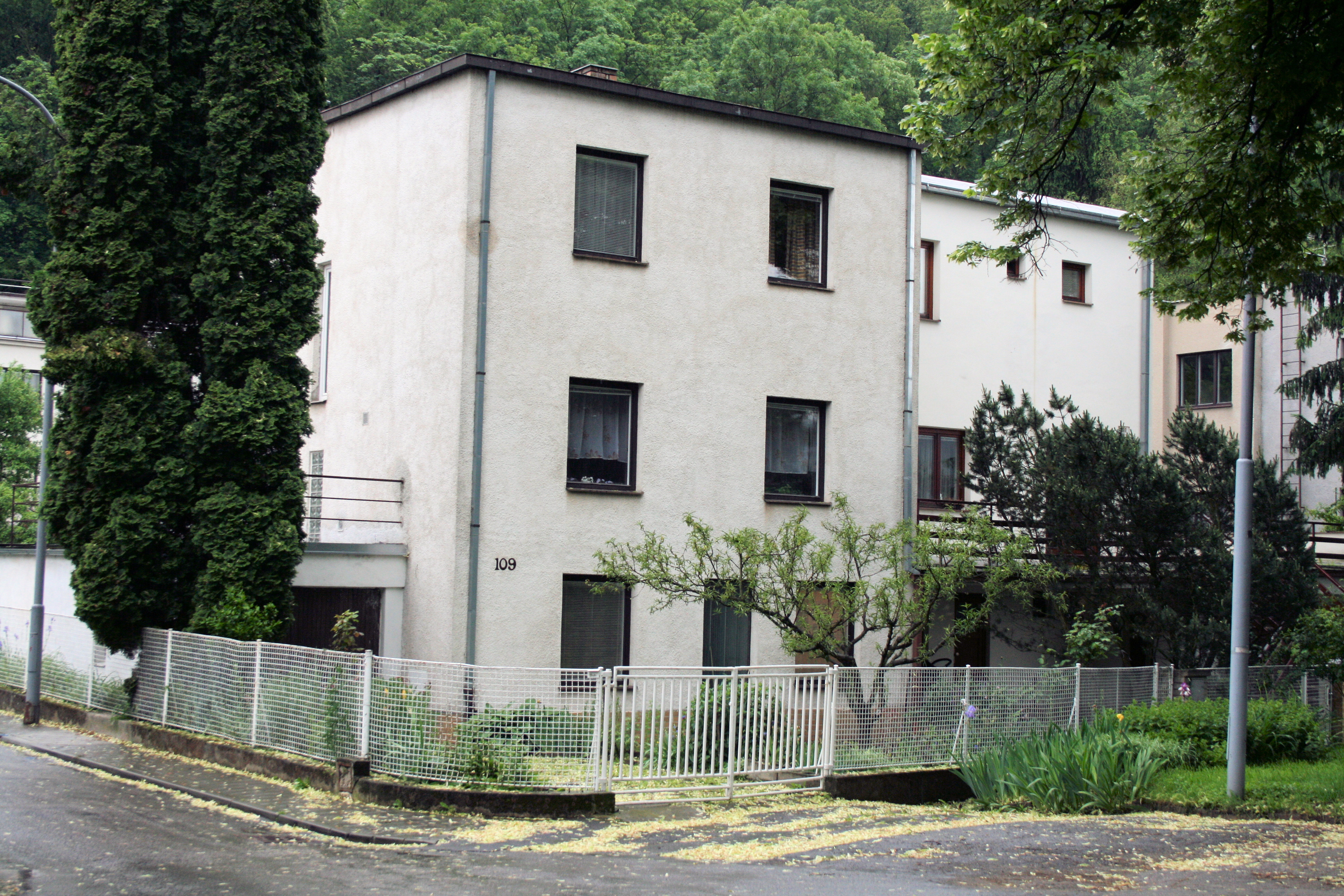
Dvojdům Arnošta Wiesnera

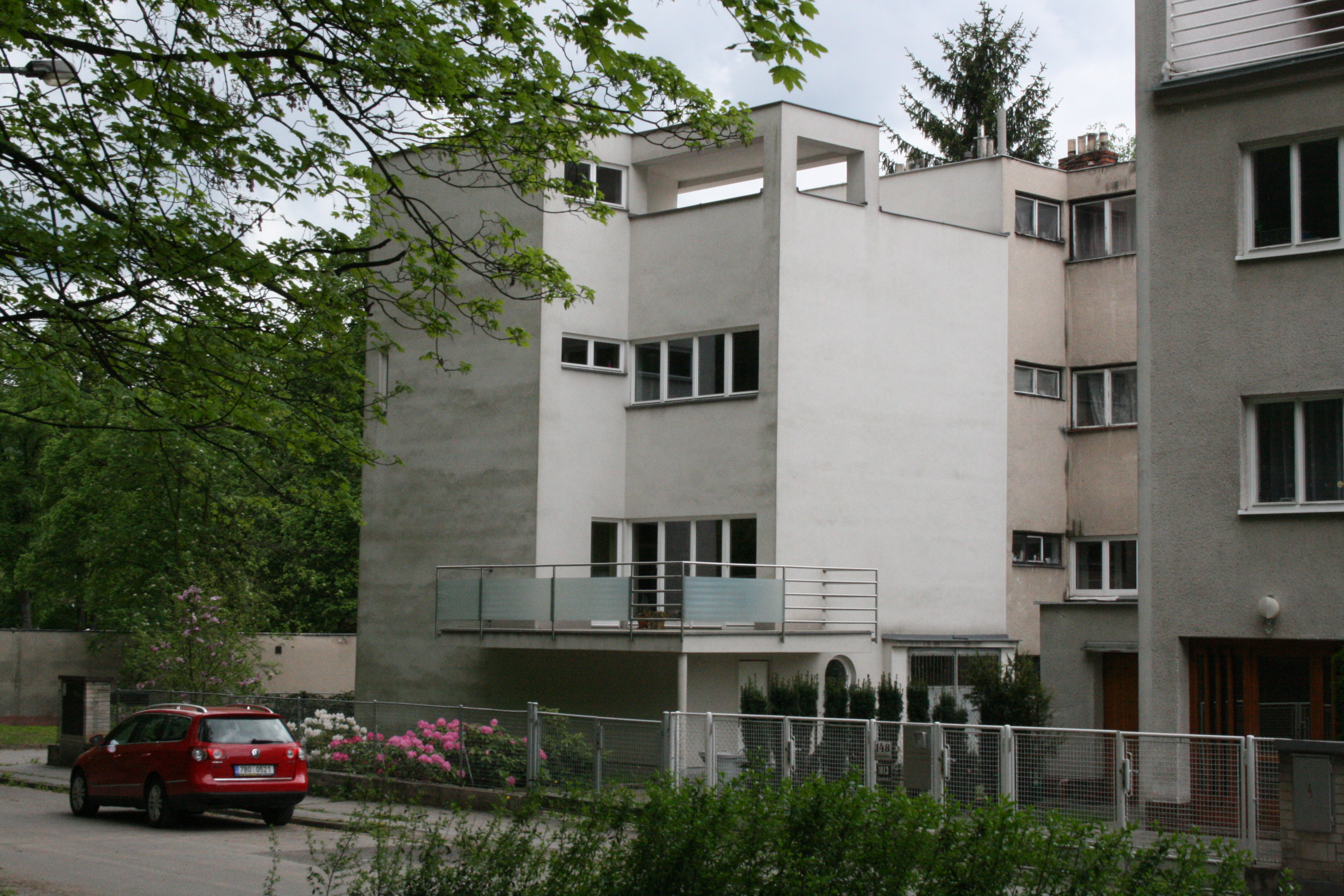
Dvojdům Josefa Štěpánka

Od roku 1925 přecházela většina brněnských architektů k funkcionalismu, který se naplno prosadil při budování brněnského výstaviště a na jubilejní Výstavě soudobé kultury v Československu (u příležitosti 10. výročí vzniku Československé republiky) roku 1928. Její součástí byla také kolonie Nový dům, která se stala první výstavou moderního bydlení v Československu.
S podnětem uspořádat výstavu moderního bydlení přišli stavitelé František Uherka a Čeněk Ruller (firma Uherka & Ruller). Pozemek nedaleko výstaviště na úpatí Wilsonova lesa (vymezený dnešními ulicemi Bráfova, Drnovická, Šmejkalova a Petřvaldská) městští architekti Bohuslav Fuchs a Jaroslav Grunt rozparcelovali a přizvali další autory k vytvoření projektů obytných domů s malometrážními i klasickými byty. Celkem vzniklo 16 domů, většinou s úspornými dispozicemi řadových domů, se železobetonovými konstrukcemi a výplňovým zdivem z tvárnic. Většina bytů byla vybavena typovým vestavěným nábytkem Jana Vaňka a jeho Bytové společnosti Standart.
Inspirací pro Nový dům byla moderní bytová kolonie Weissenhof ve Stuttgartu (tamní expozici moderního bydlení organizoval Ludwig Mies van der Rohe). Výstava byla tehdy významným experimentem, byl vydán katalog expozice obsahující i řadu teoretických textů. Na brněnský příklad pak v roce 1932 navázala pražská Osada Baba.

## Jednotliví autoři a domy

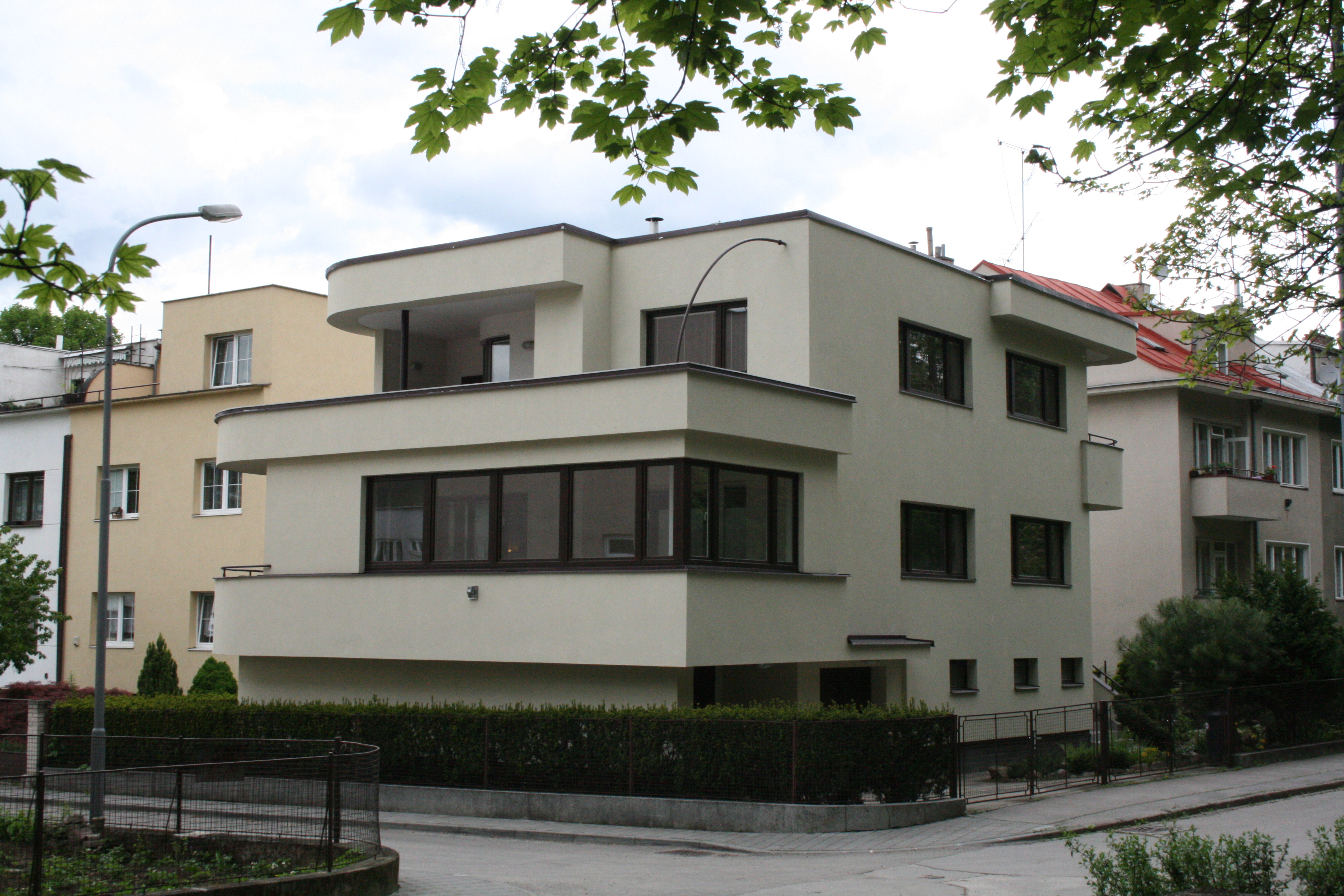
Vila Jiřího Krohy, vlevo dům Huga Foltýna

Součástí kolonie Nový dům jsou budovy s dnešními čísly orientačními: Bráfova 109 a 111, Drnovická 2–10, Petřvaldská 2–10 a Šmejkalova 144–148:
- Bohuslav Fuchs – řadový trojdům, rozšířený o garáž s pracovnou a terasou v předsunutém bloku (Petřvaldská 6, 8, 10)
- Jaroslav Grunt – řadový trojdům, prostorově úsporný se střešní terasou a přízemní terasou propojující obslužný provoz se zahradou (Šmejkalova 144, 146, 148)
- Jan Víšek – řadový dvojdomek, propojený s domy H. Foltýna a M. Putny je nejúspornější stavbou v kolonii (Drnovická 8, 10)
- Arnošt Wiesner – dvojdům propojený zvýšenou terasou se zahradou, bez typické střešní terasy i pásových oken (Bráfova 109, 111)
- Jaroslav Syřiště – izolovaný dům s cihlovým pruhem přes průčelí (Bráfova 107)
- Hugo Foltýn – řadový dům s průčelím téměř bez oken, částečně stojící na pilířích (Drnovická 4)
- Miroslav Putna – řadový dům s průběžnými okny a střešní terasou se zahradou (Drnovická 6)
- Jiří Kroha – velkorysá vila s rozsáhlou obytnou místností, zimní zahradou a terasou, třemi ložnicemi a tělocvičnou (Šmejkalova 142)
- Josef Štěpánek – trojpodlažní dvojdům se střešní terasou (Petřvaldská 2, 4)

V rámci výstavy byl přímo na výstavišti postaven také jeden nájemní vzorový dům (autor: Josef Havlíček), pavilon pražské uměleckoprůmyslové školy s prodejnou a výstavní síní v přízemí a bytem v horních dvou podlažích (autor: Pavel Janák) a dům správce výstaviště (autor: Oldřich Starý).
V současnosti jsou některé domy památkově chráněny (Fuchsův, Gruntův a Starého). Řada domů je však přestavěná či zanedbaná.

## Evropské dědictví
Kolonie je jednou ze šesti Kolonií moderní architektury Werkbundu, které vznikly v Evropě mezi lety 1927–1932. Dalšími koloniemi jsou osada Baba v Praze, Weissenhof ve Stuttgartu, Werkbundsiedlung ve Vídni, osada WUWA ve Vratislavi a Neubühl v Curychu. Soubor těchto šesti osad byl v roce 2019 zařazen na seznam Evropského dědictví. Cílem projektu bylo odstranit bytovou nouzi po 1. světové válce a představit cenově dostupné bytové výstavby, což byl problém, s nímž se v té době potýkalo mnoho států Evropy.